# Unidades de electromagnetismo del SI
Unidades de electromagnetismo del SI o unidades   electromagnéticas del Sistema Internacional de unidades. Únicamente la corriente eléctrica es una de las siete unidades básicas, siendo las otras unidades derivadas.
| Unidades de electromagnetismo del SI | Unidades de electromagnetismo del SI             | Unidades de electromagnetismo del SI | Unidades de electromagnetismo del SI | Unidades de electromagnetismo del SI |
| Símbolo                              | Magnitud                                         | Nombre de la unidad                  | Símbolo de la unidad                 | Fórmula de la unidad                 |
| ------------------------------------ | ------------------------------------------------ | ------------------------------------ | ------------------------------------ | ------------------------------------ |
| I                                    | Corriente eléctrica                              | Amperio                              | A                                    | A = W/V = C/s                        |
| Q                                    | Carga eléctrica                                  | Coulombio                            | C                                    | A·s                                  |
| U, ΔV, Δφ, E                         | Diferencia de potencial; Fuerza electromotríz    | Voltio                               | V                                    | J/C = kg·m²·s−3·A−1                  |
| R, Z, X                              | Resistencia eléctrica; Impedancia; Reactancia    | Ohmio                                | Ω                                    | V/A = kg·m²·s−3·A−2                  |
| ρ                                    | Resistividad                                     | Ohmio * metro                        | Ω·m                                  | kg·m³·s−3·A−2                        |
| P                                    | Potencia eléctrica                               | Vatio                                | W                                    | V·A = kg·m²·s−3                      |
| C                                    | Capacitancia                                     | Faradio                              | F                                    | C/V = kg−1·m−2·A²·s4                 |
| ΦE                                   | Flujo eléctrico                                  | Voltio * metro                       | V·m                                  | kg·m³·s−3·A−1                        |
| E                                    | Intensidad de campo eléctrico                    | Voltio por metro                     | V/m                                  | N/C = kg·m·A−1·s−3                   |
| D                                    | Desplazamiento del campo eléctrico               | Coulombio por metro cuadrado         | C/m²                                 | A·s·m−2                              |
| ε                                    | Permitividad                                     | Faradio por metro                    | F/m                                  | kg−1·m−3·A²·s4                       |
| χe                                   | Susceptibilidad eléctrica                        | Adimensional                         | —                                    | —                                    |
| G, Y, B                              | Conductancia; Admitancia; Susceptancia           | Siemens                              | S                                    | Ω−1 = kg−1·m−2·s3·A²                 |
| κ, γ, σ                              | Conductividad                                    | Siemens por metro                    | S/m                                  | kg−1·m−3·s3·A²                       |
| B                                    | Densidad de flujo magnético, Inducción magnética | Tesla                                | T                                    | Wb/m² = kg·s−2·A−1 = N·A−1·m−1       |
| Φ, ΦM, ΦB                            | Flujo magnético                                  | Weber                                | Wb                                   | V·s = kg·m²·s−2·A−1                  |
| H                                    | Intensidad de campo magnético                    | Amperio por metro                    | A/m                                  | A·m−1                                |
| L, M                                 | Inductancia                                      | Henrio                               | H                                    | Wb/A = V·s/A = kg·m²·s−2·A−2         |
| μ                                    | Permeabilidad magnética                          | Henrio por metro                     | H/m                                  | kg·m·s−2·A−2                         |
| χ                                    | Susceptibilidad magnética                        | Adimensional                         | —                                    | —                                    |